# Millard County
Millard County ist ein County im Bundesstaat Utah der Vereinigten Staaten. Beim United States Census 2020 hatte Millard County 12.975 Einwohner. Der Verwaltungssitz (County Seat) ist Fillmore und der größte Ort ist Delta.

## Geographie
Das Millard County hat eine Fläche von 17.684 Quadratkilometern (6828 mi²), davon sind 619 Quadratkilometer Wasserflächen. Es grenzt im Uhrzeigersinn an folgende Countys: Juab County, Sanpete County, Sevier County, Beaver County, Lincoln County (Nevada) und White Pine County (Nevada).
Der Sevier River mündet hier in den Sevier Lake, einem periodisch wasserführendem Salzsee. Den Südostteil des Countys nimmt das Vulkanfeld der Black-Rock-Wüste ein. Dieses besteht aus verschieden alten Lavafeldern, Schlackenkegeln und Vulkankratern – darunter Pahvant Butte, Tabernacle Hill, Pot Mountain und Sunstone Knoll. Die jüngste Eruption ereignete sich um das Jahr 1290.

## Geschichte
Millard County wurde im Jahre 1852 gegründet. Es wurde nach dem 13. Präsidenten der Vereinigten Staaten Millard Fillmore benannt.

## Demografische Daten

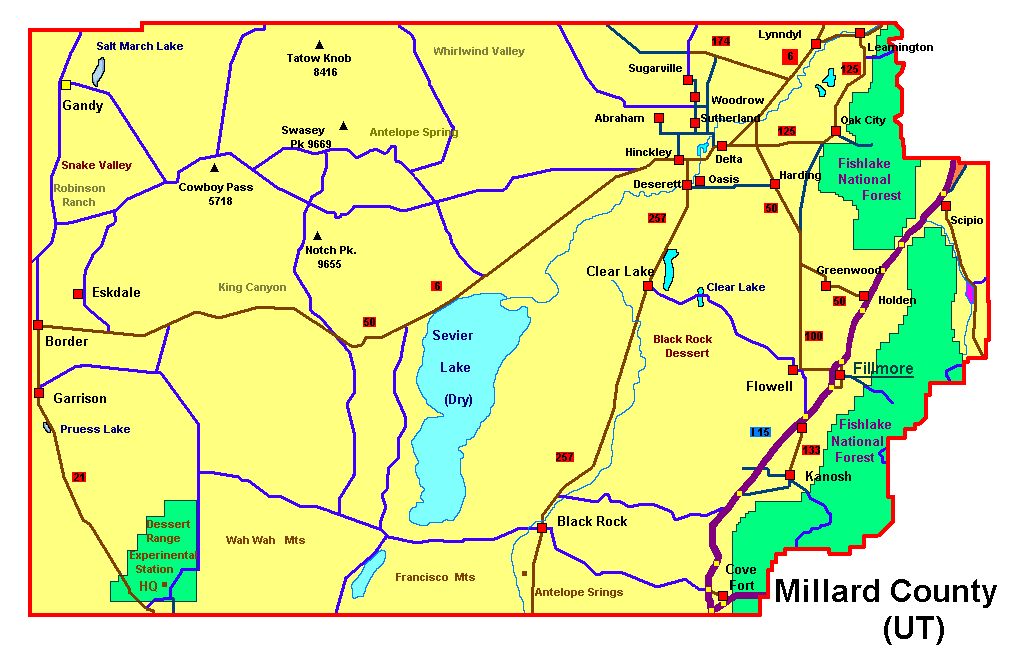
Millard County (UT) Details

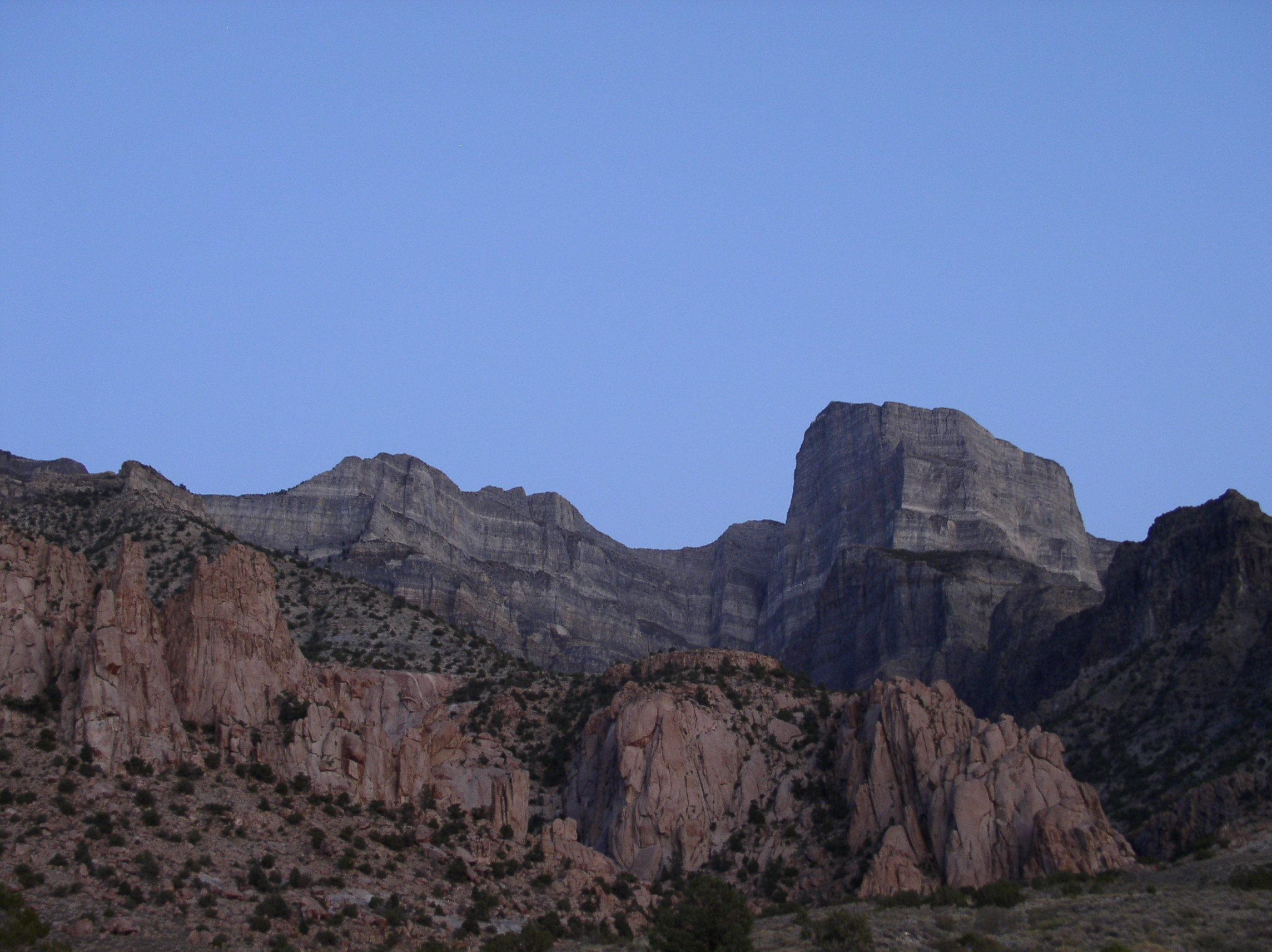
Der Notch Peak

Nach der Volkszählung im Jahr 2000 lebten im Millard County 12.405 Menschen. Es gab 384 Haushalte und 3091 Familien. Die Bevölkerungsdichte betrug 1 Einwohner pro Quadratkilometer. Ethnisch betrachtet setzte sich die Bevölkerung zusammen aus 93,94 % Weißen, 0,10 % Afroamerikanern, 1,31 % amerikanischen Ureinwohnern, 0,48 % Asiaten, 0,20 % Bewohnern aus dem pazifischen Inselraum und 2,76 % aus anderen ethnischen Gruppen; 1,21 % stammten von zwei oder mehr ethnischen Gruppen ab. 7,18 % der Bevölkerung waren spanischer oder lateinamerikanischer Abstammung.
Von den 384 Haushalten hatten 46,10 % Kinder und Jugendliche unter 18 Jahre, die bei ihnen lebten. 70,60 % waren verheiratete, zusammenlebende Paare, 7,10 % waren allein erziehende Mütter. 19,50 % waren keine Familien. 18,30 % waren Singlehaushalte und in 10,10 % lebten Menschen im Alter von 65 Jahren oder darüber. Die Durchschnittshaushaltsgröße betrug 3,19 und die durchschnittliche Familiengröße lag bei 3,66 Personen.
Auf das gesamte County bezogen setzte sich die Bevölkerung zusammen aus 37,30 % Einwohnern unter 18 Jahren, 8,00 % zwischen 18 und 24 Jahren, 22,90 % zwischen 25 und 44 Jahren, 19,40 % zwischen 45 und 64 Jahren und 12,30 % waren 65 Jahre alt oder darüber. Das Durchschnittsalter betrug 30 Jahre. Auf 100 weibliche Personen kamen 104,90 männliche Personen, auf 100 Frauen im Alter ab 18 Jahren kamen statistisch 101,90 Männer.
Das jährliche Durchschnittseinkommen eines Haushalts betrug 36.178 USD, das Durchschnittseinkommen der Familien betrug 41.797 USD. Männer hatten ein Durchschnittseinkommen von 36.989 USD, Frauen 20.168 USD. Das Prokopfeinkommen betrug 13.408 USD. 13,10 % der Bevölkerung und 9,40 % der Familien lebten unterhalb der Armutsgrenze. 17,20 % davon waren unter 18 Jahre und 7,20 % waren 65 Jahre oder älter.

## Städte und Orte
- Abraham
- Bloom
- Borden
- Clear Lake
- Delta
- Deseret
- Eightmile Point
- Eskdale
- Fillmore
- Flowell
- Gandy
- Garrison
- Greenwood
- Harding
- Hatton
- Hinckley
- Holden
- Ibex
- Iron Basin
- Kanosh
- Leamington
- Lynndyl
- Mack
- Malone
- Maple Grove
- McCornick
- Meadow
- Neels
- Oak City
- Oasis
- Read
- Scipio
- Sixmile Point
- Strong
- Sugarville
- Sutherland
- Van